# Kabaddi aux Jeux asiatiques de 2006
Les compétitions de kabaddi aux Jeux asiatiques de 2006 se sont déroulées du 2 au 6 décembre 2006 au Aspire Hall 4, à Doha, au Qatar. Une épreuve de kabaddi (masculine) figurait au programme. Chaque épreuve se déroule sous la forme d´un tournoi 

## Liste des épreuves
- Tournoi masculin

## Tableau des médailles
|          | Kabaddi aux Jeux asiatiques de 2006 |    |        |        |       |
| Position | Pays                                | Or | Argent | Bronze | Total |
| Position | Pays                                |    |        |        | Total |
| 1        | Inde                                | 1  | 0      | 0      | 1     |
| 2        | Pakistan                            | 0  | 1      | 0      | 1     |
| 3        | Bangladesh                          | 0  | 0      | 1      | 1     |

## Tournoi masculin
Les cinq équipes présentes s'affrontent dans une poule unique.
Les équipes ayant terminé première et deuxième de la poule s'affrontent dans la finale pour la médaille d'or alors que les équipes ayant terminé troisième et quatrième se confrontent dans la finale pour la médaille de bronze.

### Premier tour
- 2 décembre

Pakistan - Japon : 34 - 16
Inde - Bangladesh : 40 - 21
Japon - Inde : 25 - 44
Iran - Pakistan : 25 - 45
- 3 décembre

Japon - Iran : 24 - 24
Pakistan - Bangladesh : 42 - 35
- 4 décembre

Bangladesh - Iran : 39 - 56
Inde - Pakistan : 31 - 20
- 5 décembre

Iran - Inde : 17 - 38
Bangladesh - Japon : 34 - 27
- Classement

| Rang | Pays       | Pts | V | N | D | Pp  | Pc  | Diff |
| 1    | Inde       | 8   | 4 | 0 | 0 | 153 | 83  | +70  |
| 2    | Pakistan   | 6   | 3 | 0 | 1 | 141 | 107 | +34  |
| 3    | Iran       | 3   | 1 | 1 | 2 | 122 | 146 | -24  |
| 4    | Bangladesh | 2   | 1 | 0 | 3 | 129 | 165 | -36  |
| 5    | Japon      | 1   | 0 | 1 | 3 | 92  | 136 | -44  |

### Tableau final
- Finale (6 décembre)

Inde - Pakistan : 35 - 23
- Petite finale (6 décembre)

Iran - Bangladesh : 26 - 37

### Podium final
|          |            | |
| Médaille | Pays       | Noms |
|          | Inde       | Gautam Navneet, Vikash Kumar, Suresh Kumar, Dinesh Kumar, Manpreet Singh, Ramesh Kumar, Rakesh Kumar, Sukhvir Singh, Naveen Kumar, Gaurav Shetty, Pankaj Shirsat, Rajeev Kumar Singh                     |
| Argent   | Pakistan   | Muhammad Akram, Nasir Ali, Badshah Gul, Wajid Ali, Waseem Sajjad, Muhammad Arshad, Maqsood Ali, Rahat Maqsood Ali, Naveel Akram, Abrar Khan, Faryad Ali, Faisal Qadeer                                   |
| Bronze   | Bangladesh | Ziaur Rahman Ziaur, Badsha Miah, Kazi Yunus Ahmed, Md Abdur Rouf, Kamal Hossain, Abu Salah Musa, Md Mizanur Rahman, Md Mozammal Haque Haque, Md Bozlur Rashid, Mosharrof Hossain, Abul Kalam, Razu Ahmed |